# جغرافیای سوئد

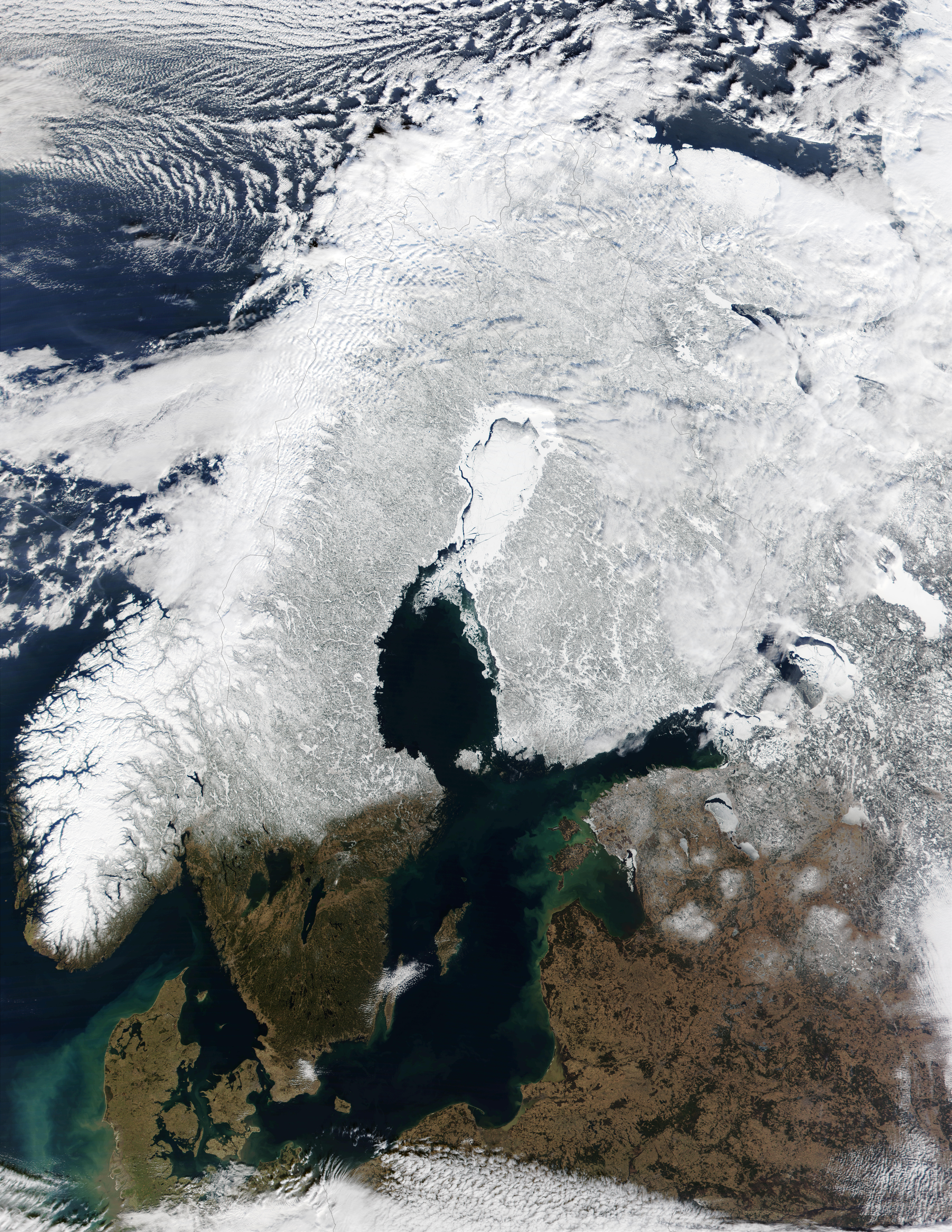
تصویر ماهواره‌ای سوئد

سوئد (به سوئدی: Sverige به تلفظ سْوَریه)، کشوری است در شمال اروپا در شبه‌جزیره اسکاندیناوی. از غرب با کشور نروژ، از شمال شرق با کشور فنلاند، از شرق با خلیج بوتنی، از جنوب شرقی با دریای بالتیک و از جنوب غربی با کشور دانمارک همسایه‌است.  پایتخت و بزرگ‌ترین شهر این کشور شهر استکهلم است. سوئد با مساحت ۴۴۹٬۹۶۴ کیلومتر مربع، سومین کشور بزرگ اروپا از نظر مساحت می‌باشد. جمعیت سوئد بیش از ۹٫۶ میلیون نفر است که تقریباً ۷٫۹ میلیون نفر آن را سوئدی‌ها تشکیل می‌دهند. این کشور با تعداد ۲۱ نفر در هر کیلومتر مربع از تراکم جمعیت پایینی برخوردار است که بیشتر این جمعیت نیز در جنوب سوئد مستقر هستند. همچنین بیش از ۸۵٪ مردم سوئد در ناحیه شهری زندگی می‌کنند.

## جغرافیا

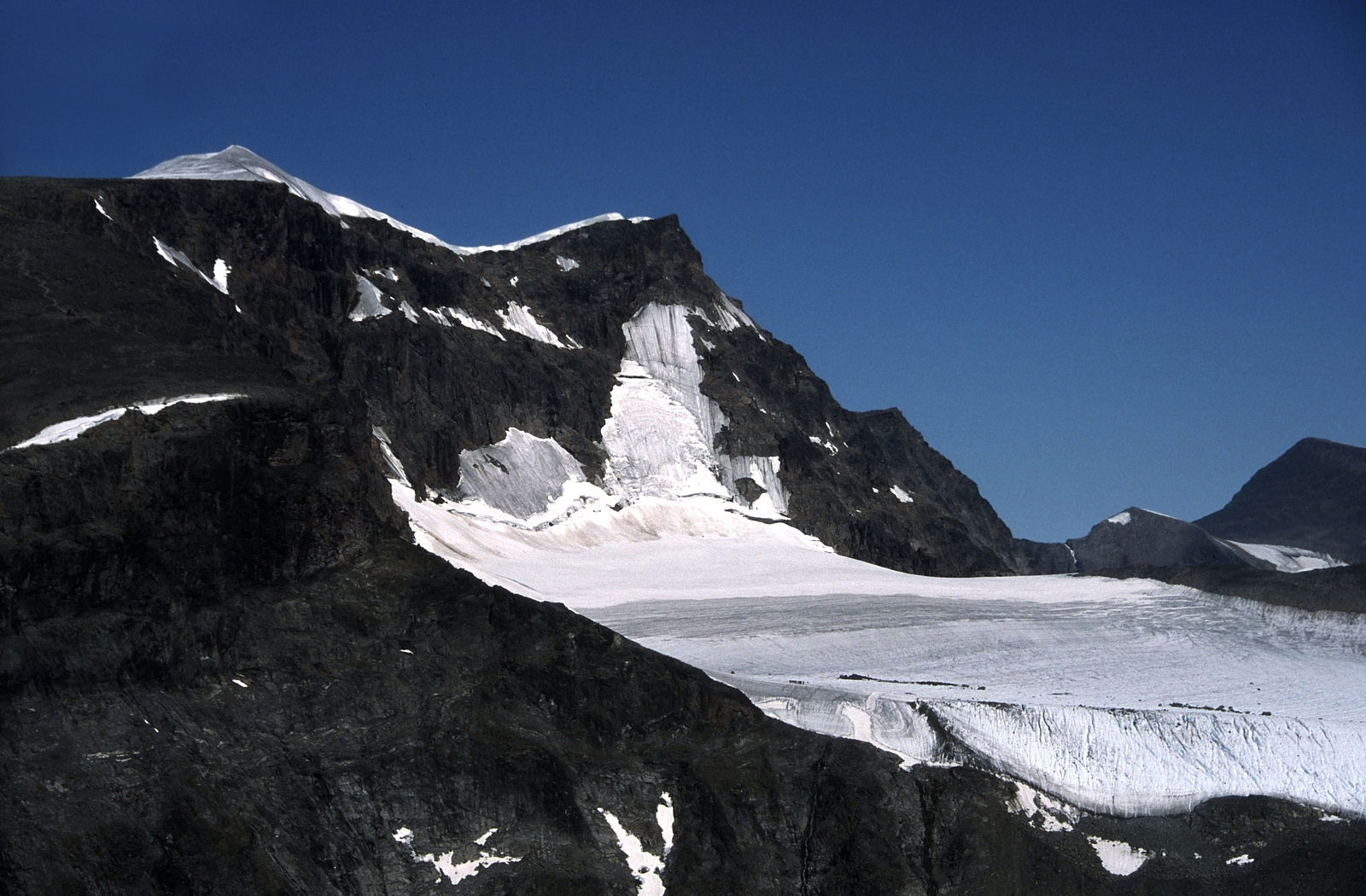
کوه کیبنکایز با ارتفاع ۲،۱۰۴ متر (۶،۹۰۳ فوت)، بالاترین نقطه سوئد است.

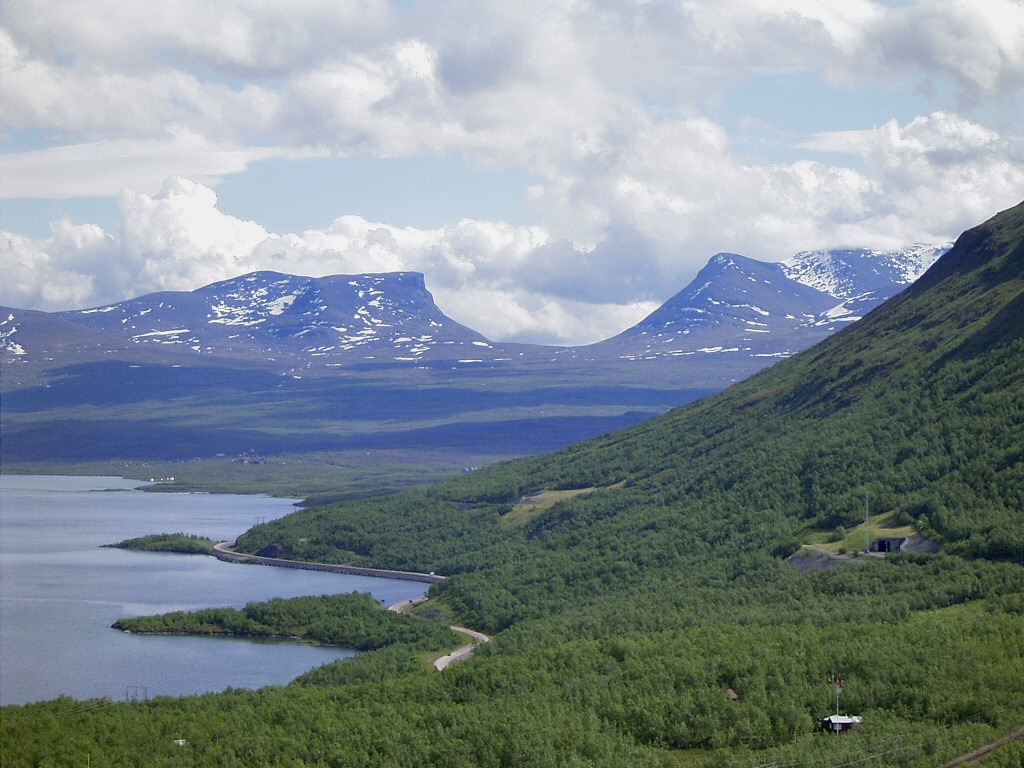
منطقه لاپلاند

در شمال اروپا در شبه جزیره اسکاندیناوی
سوئد در شمال اروپا واقع شده ودارای آب و هوای بسیار سردی است. این کشور از نظر طبیعی، از ۴ ناحیه تشکیل  شده‌است. کوههای پوشیده از جنگل در منطقه نورلند در  شمال، زمینهای مرتفع یونکوپینگ در جنوب، دریاچه دیستریکت در ناحیه مرکزی، و جلگه حاصلخیز اسکانیا در  منتهی‌الیه بخش جنوبی کشور. تابستانها کوتاه و گرم و  زمستانهای سرد و طولانی از ویژگیهای آب و هوای این کشور است. میانگین بارش سالانه از ۲۰۰ سانتی متر در غرب وجنوب غربی، تا ۵۰ سانتی متر در شرق و جنوب شرقی متغیر است. بیش از نیمی از مساحت این کشور از جنگل پوشیده شده و طبعاً، صنایع چوب و ساخت ماشین آلات مرتبط با آن، معمول و متداول است.
در قسمت‌های شمالی سوئد شش ماه از سال روز و شش ماه شب است که این بخاطر نزدیک بودن به قطب شمال است. ولی در قسمت‌های جنوبی می‌توان چهار فصل را دید.

## تقسیمات کشوری

### استان‌های سوئد
کشور سوئد به ۲۵ استان (به سوئدی: Län) تقسیم می‌شود:
- K = استان بلکینگه
- W = استان دالارنا
- I = استان گوتلاند
- X = استان گولبوری
- N = استان هاللاند
- Z = استان یمتلاند
- F = استان یونشوپینگ
- H = استان کالمار
- G = استان کرونوبرگ
- BD = استان نوربوتن
- M = استان اسکونه
- AB = استان استکهلم
- D = استان سودرمانلاند
- C = استان اوپسالا
- S = استان ورملاند
- AC = استان وستربوتن
- Y = استان وسترنورلاند
- U = استان وستمانلاند
- O = استان وسترا گوتلاند
- T = استان اوربرو
- E = استان اوسترگوتلاند

### شهرهای بزرگ
شهرهای پرجعیت سوئد به ترتیب عبارت‌اند از: